# Oum Hadjer
Oum Hadjer (arabisch أم هاجر) ist eine Stadt im Tschad und die Hauptstadt des Départements Batha Est in der Provinz Batha. Die Bevölkerungszahl beläuft sich auf etwa 20.000 Einwohner.

## Lage
Die Stadt liegt am Südufer des Batha, einem saisonalen Fluss. Durch die Stadt verläuft der N’Djamena-Dschibuti-Highway, die wichtigste West-Ost-Straßenverbindung des Tschads.

## Persönlichkeiten
- Acheikh Ibn-Oumar (* 1951), Militär und Politiker